# Hydractinia polystyla
Hydractinia polystyla är en nässeldjursart som först beskrevs av Ernst Haeckel 1879.  Hydractinia polystyla ingår i släktet Hydractinia och familjen Hydractiniidae. Inga underarter finns listade i Catalogue of Life.